# Wspólnota administracyjna Rain (powiat Straubing-Bogen)
Wspólnota administracyjna Rain – wspólnota administracyjna (niem. Verwaltungsgemeinschaft) w Niemczech, w kraju związkowym Bawaria, w rejencji Dolna Bawaria, w regionie Donau-Wald, w powiecie  Straubing-Bogen. Siedziba wspólnoty znajduje się w miejscowości Rain.
Wspólnota administracyjna zrzesza cztery gminy wiejskie (Gemeinde): 
- Aholfing, 1 768 mieszkańców, 21,32 km²
- Atting, 1 663 mieszkańców, 14,92 km²
- Perkam, 1 560 mieszkańców, 14,23 km²
- Rain, 2 699 mieszkańców, 14,29 km²